# Foumbot
Foumbot is een stad in de provincie Ouest, in het westen van Kameroen. De stad is gelegen in het departement Noun.